# الحميد (أسماء الله الحسنى)
الحميد من أسماء الله -سبحانه- الحسنى، على وزن فعيل من صيغة المبالغة، ومعناه: الذي يحمده من في السماوات ومن في الأرض، فأن جميع المخلوقات ناطقة بحمده.

## في القرآن الكريم
ورد في القرآن الكريم سبع عشرة مرات، منها:
- ﴿قَالُوا أَتَعْجَبِينَ مِنْ أَمْرِ اللَّهِ رَحْمَةُ اللَّهِ وَبَرَكَاتُهُ عَلَيْكُمْ أَهْلَ الْبَيْتِ إِنَّهُ حَمِيدٌ مَجِيدٌ ۝٧٣﴾ سورة هود:73
- ﴿وَهُدُوا إِلَى الطَّيِّبِ مِنَ الْقَوْلِ وَهُدُوا إِلَى صِرَاطِ الْحَمِيدِ ۝٢٤﴾ سورة الحج:24
- ﴿يَا أَيُّهَا النَّاسُ أَنْتُمُ الْفُقَرَاءُ إِلَى اللَّهِ وَاللَّهُ هُوَ الْغَنِيُّ الْحَمِيدُ ۝١٥﴾ سورة فاطر:15
- ﴿وَهُوَ الَّذِي يُنَزِّلُ الْغَيْثَ مِنْ بَعْدِ مَا قَنَطُوا وَيَنْشُرُ رَحْمَتَهُ وَهُوَ الْوَلِيُّ الْحَمِيدُ ۝٢٨﴾ سورة الشورى:28
- ﴿لَا يَأْتِيهِ الْبَاطِلُ مِنْ بَيْنِ يَدَيْهِ وَلَا مِنْ خَلْفِهِ تَنْزِيلٌ مِنْ حَكِيمٍ حَمِيدٍ ۝٤٢﴾ سورة فصلت:42
- ﴿وَلَقَدْ آتَيْنَا لُقْمَانَ الْحِكْمَةَ أَنِ اشْكُرْ لِلَّهِ وَمَنْ يَشْكُرْ فَإِنَّمَا يَشْكُرُ لِنَفْسِهِ وَمَنْ كَفَرَ فَإِنَّ اللَّهَ غَنِيٌّ حَمِيدٌ ۝١٢﴾ سورة لقمان:12
- ﴿لِلَّهِ مَا فِي السَّمَاوَاتِ وَالْأَرْضِ إِنَّ اللَّهَ هُوَ الْغَنِيُّ الْحَمِيدُ ۝٢٦﴾ سورة لقمان:26

## في السنة النبوية
ورد اسم الله المجيد في صيغة الصلاة على النبي التي تُقال في التشهد (الصلاة الإبراهيمية) عن عقبة بن عمرو قال:
| الحميد (أسماء الله الحسنى) | أتانا رسولُ اللهِ ﷺ ونحن في مجلسِ سعدِ بنِ عُبادةَ ، فقال له بشيرُ بنُ سعدٍ : أَمَرَنا اللهُ تعالى أن نُصَلِّيَ عليك يا رسولَ اللهِ ، فكيف نُصَلِّي عليك ؟ قال: فسَكَتَ رسولُ اللهِ ﷺ حتى تَمَنَّيْنا أنه لم يَسْأَلْه . ثم قال رسولُ اللهِ ﷺ : قولوا : اللهمَّ، صلِّ على محمدٍ وعلى آلِ محمدٍ، كما صلَّيْتَ على آلِ إبراهيمَ ، وبارِكْ على محمدٍ وعلى آلِ محمدٍ، كما بارَكْتَ على آلِ إبراهيمَ ، في العالمين إنك حميدٌ مجيدٌ . والسلامُ كما قد عَلِمْتُم | الحميد (أسماء الله الحسنى) |

قال الله: ﴿يَا أَيُّهَا النَّاسُ أَنْتُمُ الْفُقَرَاءُ إِلَى اللَّهِ وَاللَّهُ هُوَ الْغَنِيُّ الْحَمِيدُ ۝١٥﴾ (سورة فاطر).

## الأقوال في معناه
- ذكر ابن القيم أن الله حميد من وجهين:

الوجه الأول: أن جميع المخلوقات ناطقة بحمده، فكل حمد وقع من أهل السماوات والأرض الأولين منهم والآخرين، وكل حمد يقع منهم في الدنيا والآخرة، وكل حمد لم يقع منهم بل كان مفروضاً ومقدراً حيثما تسلسلت الأزمان واتصلت الأوقات، حمداً يملأ الوجود كله العالم العلوي والسفلي، ويملأ نظير الوجود من غير عدٍّ ولا إحصاء، فإن الله مستحقه من وجوه كثيرة: منها أن الله هو الذي خلقهم، ورزقهم، وأسدى عليهم النعم الظاهرة والباطنة، الدينية والدنيوية، وصرف عنهم النقم والمكاره، فما بالعباد من نعمة فمن الله، ولا يدفع الشرور إلا هو، فيستحق منهم أن يحمدوه في جميع الأوقات، وأن يثنوا عليه ويشكروه بعدد اللحظات.
الوجه الثاني: أنه يحمد على ما له من الأسماء الحسنى والصفات الكاملة العليا والمدائح والمحامد والنعوت الجليلة الجميلة، فله كل صفة كمال وله من تلك الصفة أكملها وأعظمها، فكل صفة من صفاته يستحق عليها أكمل الحمد والثناء، فكيف بجميع الأوصاف المقدسة، فله الحمد لذاته، وله الحمد لصفاته، وله الحمد لأفعاله، لأنها دائرة بين أفعال الفضل والإحسان، وبين أفعال العدل والحكمة التي يستحق عليها كمال الحمد، وله الحمد على خلقه، وعلى شرعه، وعلى أحكامه القدريّة، وأحكامه الشرعيّة، وأحكام الجزاء في الأولى والآخرة، وتفاصيل حمده وما يحمد عليه لا تحيط بها الأفكار، ولا تحصيها الأقلام.
- وقال ابن القيم أيضًا في القصيدة النونية [3]